# Юшківка
Юшківка (біл. вёска Юшкаўка) — село в складі Вілейського району Мінської області, Білорусь. Село підпорядковане Довгинівській сільській раді, розташоване в північній частині області.

## Історія
У 1921–1945 роках застінок знаходилось у Польщі, у Вільнюській воєводстві, Вілейського повіту, гміні Довгиново.

## Населення
- 1866 рік - 93 люди, 8 будинки[1]
- 1921 рік - 155 люди, 26 будинки[2].
- 1931 рік - 162 люди, 30 будинки[3].